# Pierre Bieliavsky
Pierre Bieliavsky est un mathématicien belge, né en 1970 à Bruxelles dans la Région de Bruxelles-Capitale.

## Biographie
Pierre Bieliavsky est diplômé de l'Université libre de Bruxelles en 1991. Il soutient une thèse de doctorat en 1995, effectuée sous la direction de Michel Cahen à l'Université libre de Bruxelles sur les Espaces symétriques symplectiques,.
Il est actuellement professeur à l'Université catholique de Louvain où il donne notamment le cours de théorie de Lie. Ses thématiques de recherche sont la théorie des espaces symétriques, l'analyse harmonique, la géométrie non commutative et la physique mathématique.

## Prix
- Prix Eugène-Catalan de l'Académie royale des sciences, des lettres et des beaux-arts de Belgique (2015)

## Publications
- Avec Victor Gayral, Deformation Quantization for Actions of Kählerian Lie Groups, Volume 236, Number 1115, Memoirs of the American Mathematical Society (2014)[4]

- Semisimple symplectic symmetric spaces, Geom. Dedicata  73  (1998),  no. 3, 245-273.
- Symmetric spaces and star representations, Advances in Geometry, Progr. Math. 172, Birkhauser (Boston), 1999, 71-82.
- Strict quantization of solvable symmetric spaces, Journal of Symplectic Geometry 1 (2002), no. 2, 269-320. (math.QA/0010004.)
- Avec Y. Maeda, Convergent star product algebras on «{\displaystyle ax+b}», Lett. Math. Phys.  62 (2002), no. 3, 233-243.
- Avec M. Massar, Oscillatory integral formulae for left-invariant star products on a class of Lie groups,  Lett. Math. Phys. 58 (2001), no. 2, 115-128.
- Avec M. Rooman, Ph. Spindel, Regular Poisson structures on massive non-rotating BTZ black holes, Nuclear Phys. B   645  (2002),  no. 1-2, 349-364.
- Avec M.Pevzner, Symmetric spaces and star representations III. The Poincarré disk, Noncommutative Harmonic Analysis, Progress in Mathematics,  220, Birkhäuser Boston, P. Delorme, M. Vergne eds (2004). (math.RT/0209206).